# Peter Norvig
Peter Norvig (14 dicembre 1956) è un informatico statunitense.
Attualmente è Distinguished Education Fellow presso lo Stanford Institute for Human-Centered AI. In precedenza ha ricoperto il ruolo di direttore della ricerca e della qualità della ricerca presso Google. Norvig è coautore, insieme a Stuart J. Russell, del libro di testo più popolare nel campo dell'intelligenza artificiale: Artificial Intelligence: A Modern Approach, utilizzato in più di 1500 università in 135 paesi.

## Premi e riconoscimenti
Norvig è stato eletto AAAI Fellow nel 2001 e Fellow dell'Association for Computing Machinery nel 2006.